# Parc Nacional de Pribaikalski
El Parc Nacional de Pribaikalski (en rus: Прибайкальский национальный парк) cobreix la costa sud-oest del llac Baikal al sud-est de Sibèria. La franja costanera inclou algunes serralades muntanyoses a l'oest, així com illes costaneres a l'est com l'illa d'Olkhon. Es troba a uns 50 km a l'est de la ciutat d'Irkutsk, a l'óblast d'Irkutsk, Rússia. El parc és gestionat juntament amb unes altres tres reserves naturals, i és un component important de l'indret considerat Patrimoni de la Humanitat per la UNESCO amb el nom de «Llac Baikal». El riu Angarà, que és l'efluent oriental del llac Baikal cap a la conca del riu Ienissei, travessa el parc. El parc té nivells molt elevats de biodiversitat i espècies endèmiques.

## Topografia

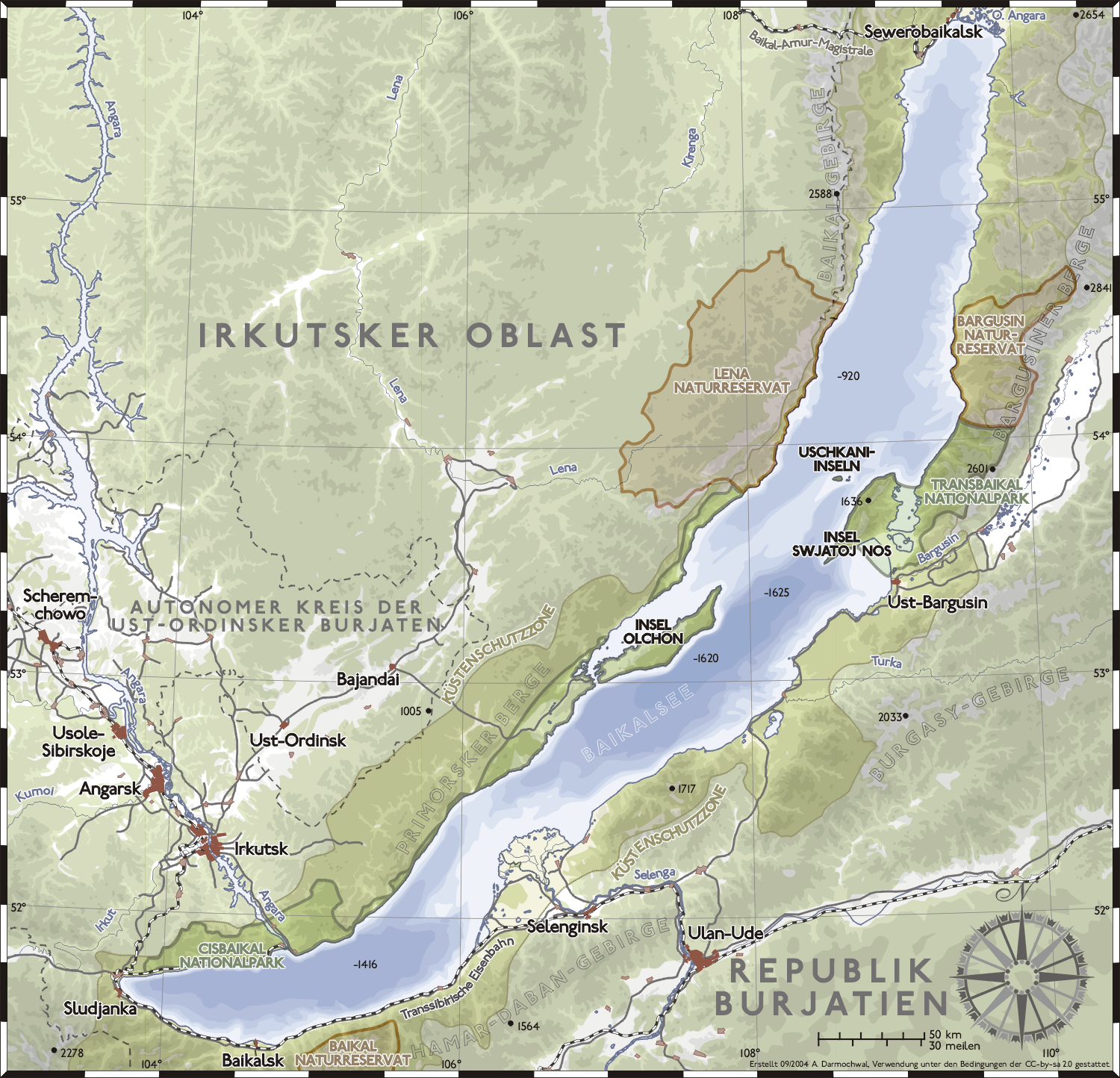
Àrees protegides del llac Baikal. El Parc Nacional de Pribaikalski és l'àrea fosca de la costa occidental; la Reserva de Baikal-Lenski es troba al nord de Pribaikalsky a la mateixa costa.

A causa de la franja costanera de l'oest del llac, que es troba envoltada de muntanyes, el terreny està marcat per una distribució uniforme de petits rius de muntanya (de menys de 10 km de longitud cadascun). Tan sols quatre rius superen els 25 km de longitud. Hi ha 150 rierols i rius permanents al parc, 60 dels quals desemboquen al llac. Els rierols i llacs són alimentats per la pluja i tenen una salinitat baixa, amb l'excepció de 20 llacs de carst i estepa. A més de l'Angarà, un altre riu important és el riu Sarmà (l'origen del vent Sarmà, que s'ha registrat a 150 km/h). Només hi ha uns pocs aiguamolls, que es troben a les planes baixes.

Les muntanyes s'eleven a l'oest del llac, i assoleixen altituds de 1.100 metres al sud i 1.500 metres al nord. L'illa d'Olkhon és la quarta illa més gran del món situada a la riba d'un llac. Fa 71 km de llargada i 21 km d'amplada, amb una àrea total de 730 km². A l'illa hi ha poca aigua superficial i només hi ha un llac. Està coberta de boscos, però rep poca pluja (de mitjana 240 mm anuals).

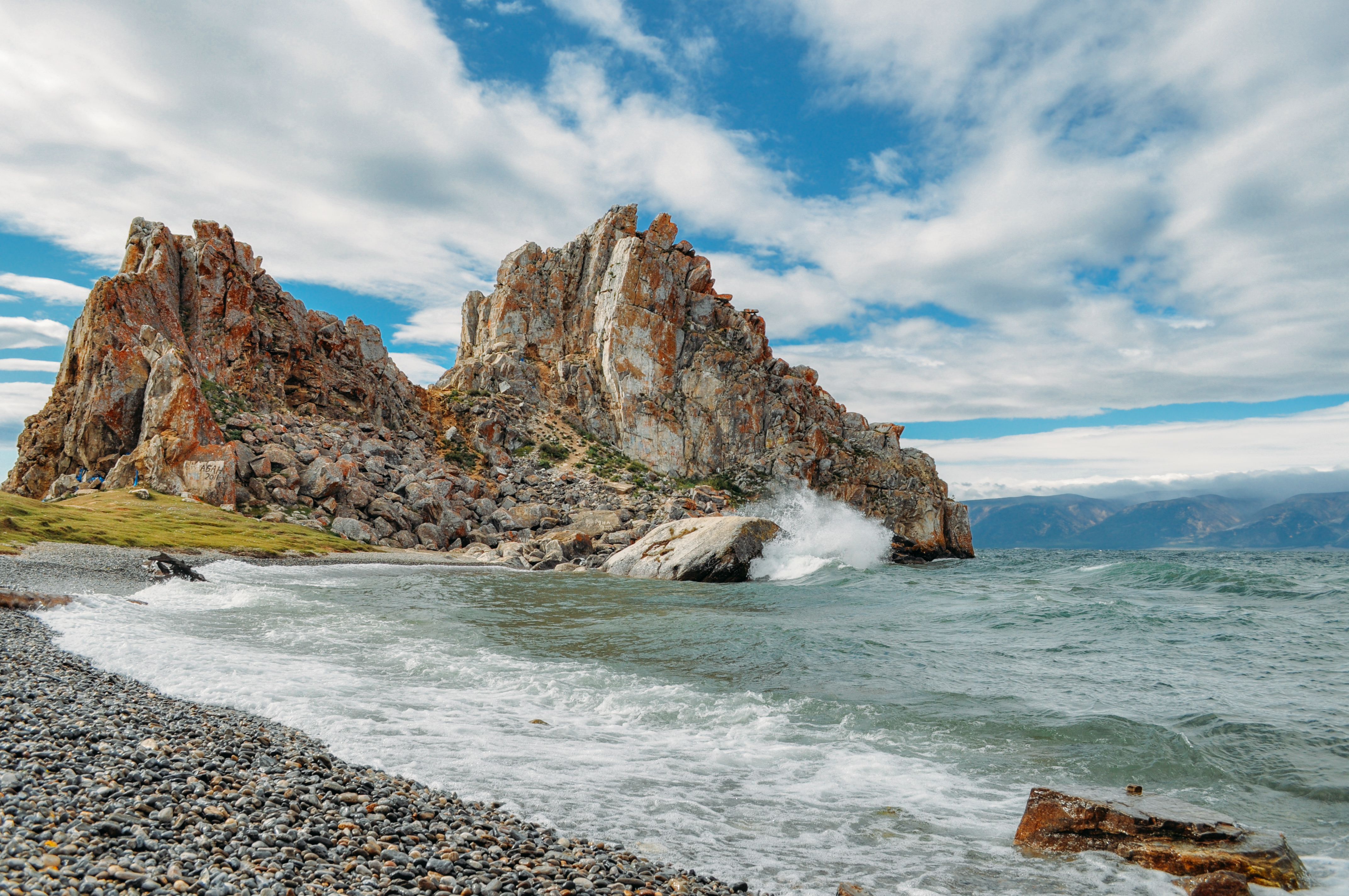
La Roca de Xaman, a l'illa d'Olkhon
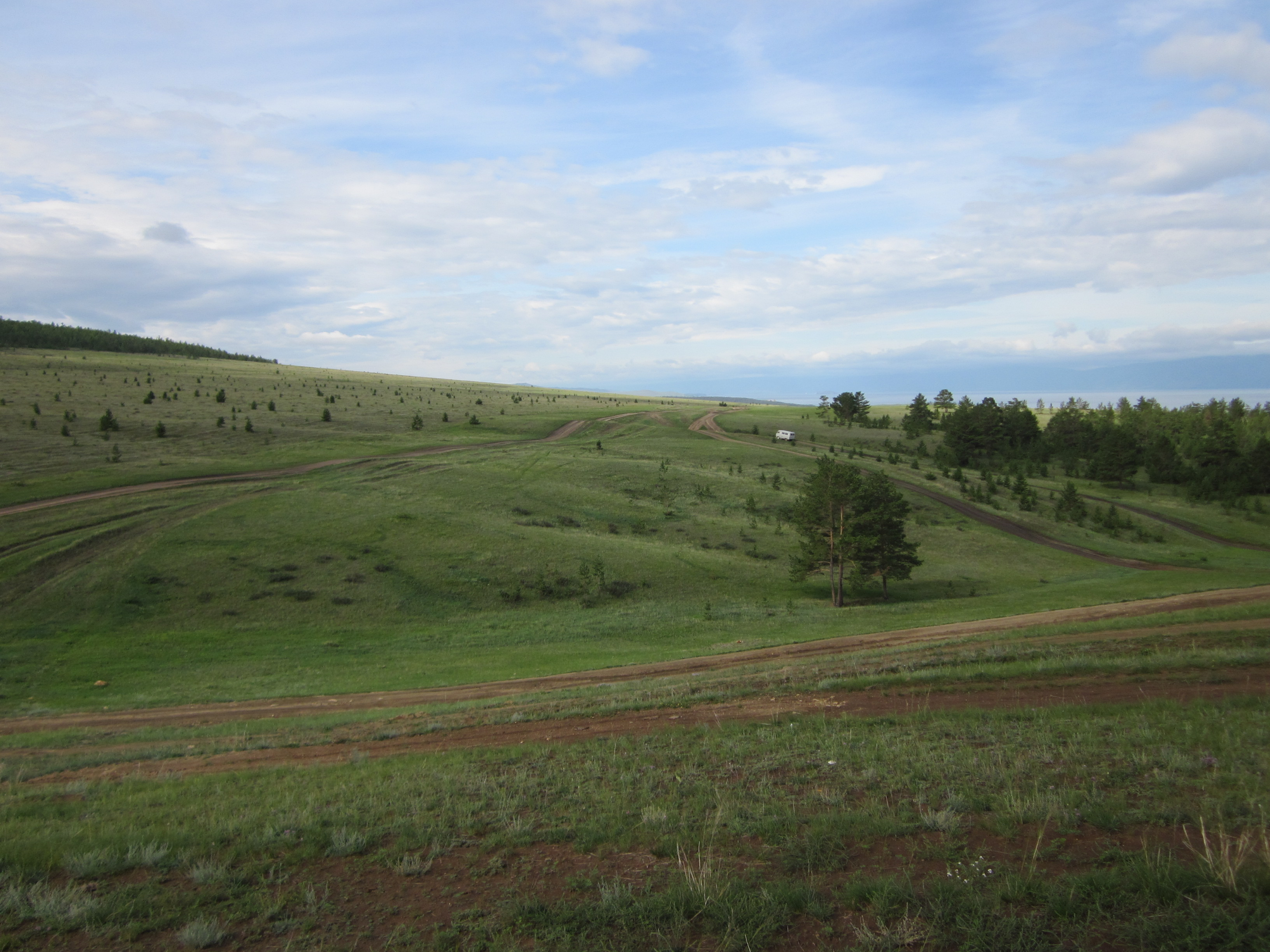
Interior de l'illa d'Olkhon, la qual ocupa 730 km²
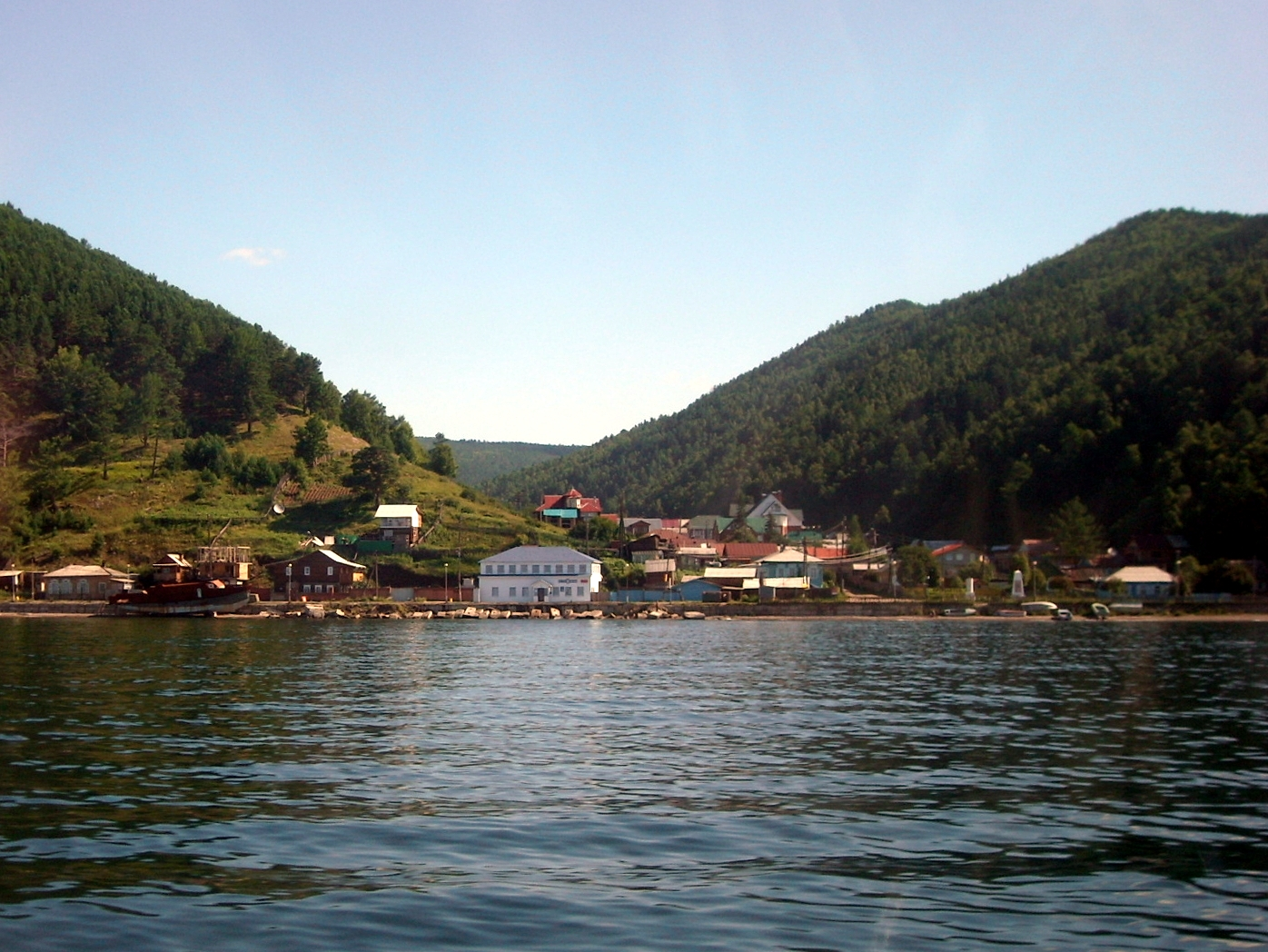
Listvianka, al punt on neix el riu Angarà
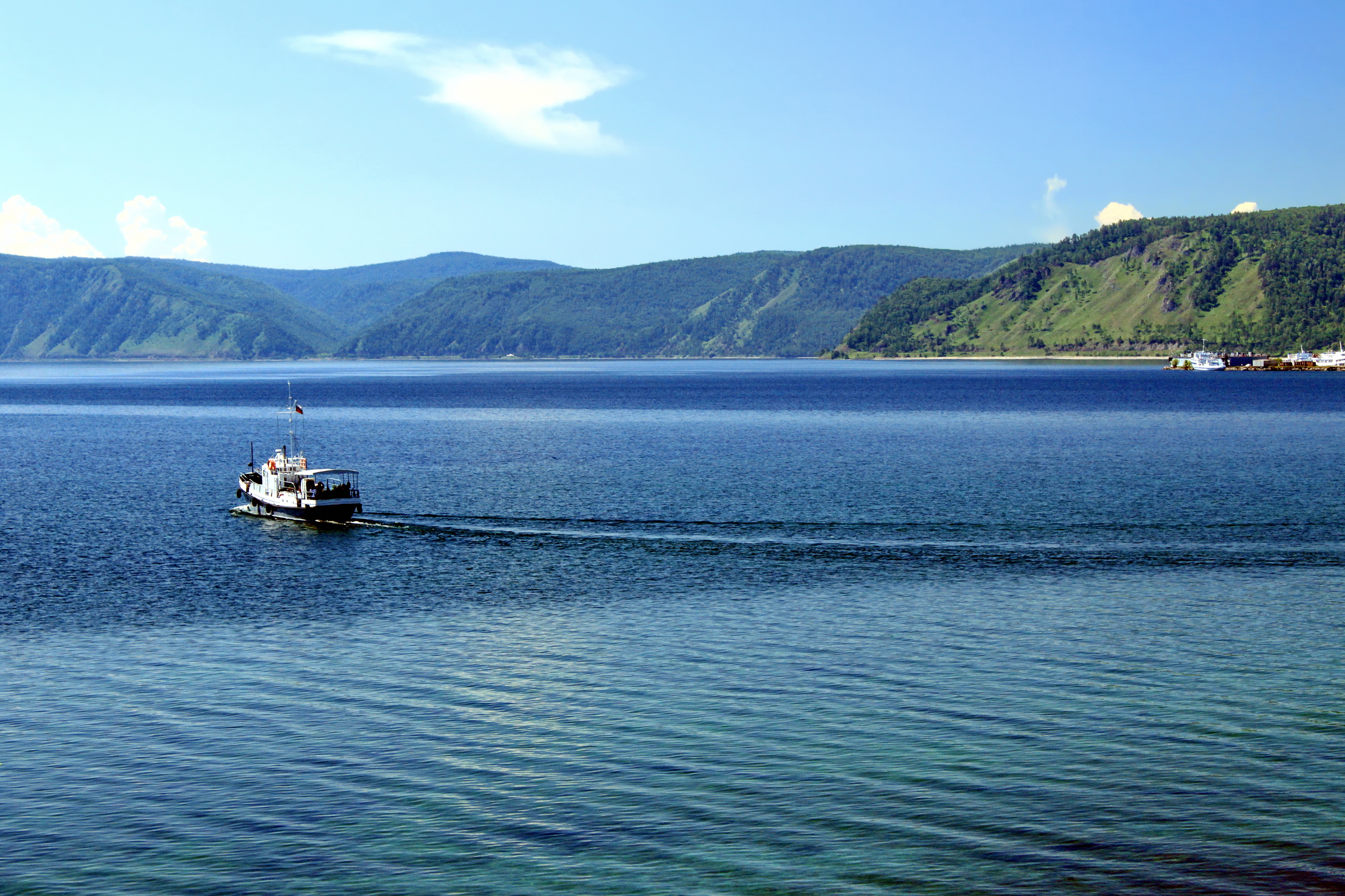
Vista del llac Baikal des de Listvianka

## Ecoregió i clima
Pribaikalski es troba a l'extrem central-sud de la taigà de la Sibèria Oriental (WWF ID # 601), una gran ecoregió que cobreix la major part de la Sibèria central. L'ecoregió es caracteritza per temperatures sub-àrtiques (els arbres són caducifolis i coníferes), temperatura continental (alta variació entre les quatre estacions) i hiverns llargs i secs (a causa de l'anticicló de Sibèria). Pribaikalski es troba a l'extrem superior de l'ecoregió pel que fa a precipitació, amb 620 mm anuals (les mitjanes de l'ecoregió van de 200 a 620 mm anuals).
Pel que fa a l'hàbitat aquàtic, el parc es troba a l'ecoregió d'aigua dolça «Llac Baikal» (WWF ID #601), una regió que cobreix la conca hidrogràfica immediata del llac. L'aigua del llac es caracteritza per una saturació de l'oxigen superior al 70% (fins i tot a les profunditats màximes), nivells alts de claredat i un nivell baix de calci. La capa de gel dura del gener-febrer fins al maig cada any. L'illa d'Olkhon té relativament poca aigua superficial.
El clima de Pribaikalski és continental humit (classificació climàtica de Köppen DWB), caracteritzat per quatre estacions diferents, alta variació entre les temperatures d'hivern i estiu, hiverns llargs i secs, i estius curts, càlids i plujosos. Les temperatures mitjanes varien de -23 °C al gener a 19 °C al juliol. La precipitació mitjana anual mitjana és de 620 mm.

## Flora
Els vessants de les muntanyes situades davant del llac Baikal estan coberts per boscos de pi roig i làrix. Als indrets més humits de les muntanyes es troba l'avet siberià, i a les valls els boscos estan coberts d'avet siberià, pi siberià, làrix, vern, trèmol i bedoll. La biodiversitat i l'endemisme són extremadament elevats: al parc i a les àrees adjacents s'han registrat 1,385 espècies i subespècies de plantes vasculars, 339 espècies de molses, 676 espècies i subespècies de líquens i 655 espècies de fongs. D'aquestes, 557 són endèmiques de parc.

## Fauna
Igual que la de la flora, la biodiversitat dels animals al parc és elevada. S'hi han registrat més de 2.500 espècies, moltes de les quals són endèmiques. Al parc hi ha 220 espècies de vertebrats terrestres. Els ungulats, que al parc són conformats pel cérvol mesquer comú, el cabirol de Sibèria i l'ant, són típics de la taigà siberiana. Els carnívors del parc són la marta gibelina, la mostela de Sibèria i l'ermini. Les àrees estepàries del parc són l'hàbitat del turó de l'estepa, el suslic cuallarg (un tipus d'esquirol terrestre), l'alàudid i el milà negre. En roquissars de difícil accés i en les illes es troben el colom i el falciot del Pacífic. El mamífer més gran del llac és la foca del Baikal.

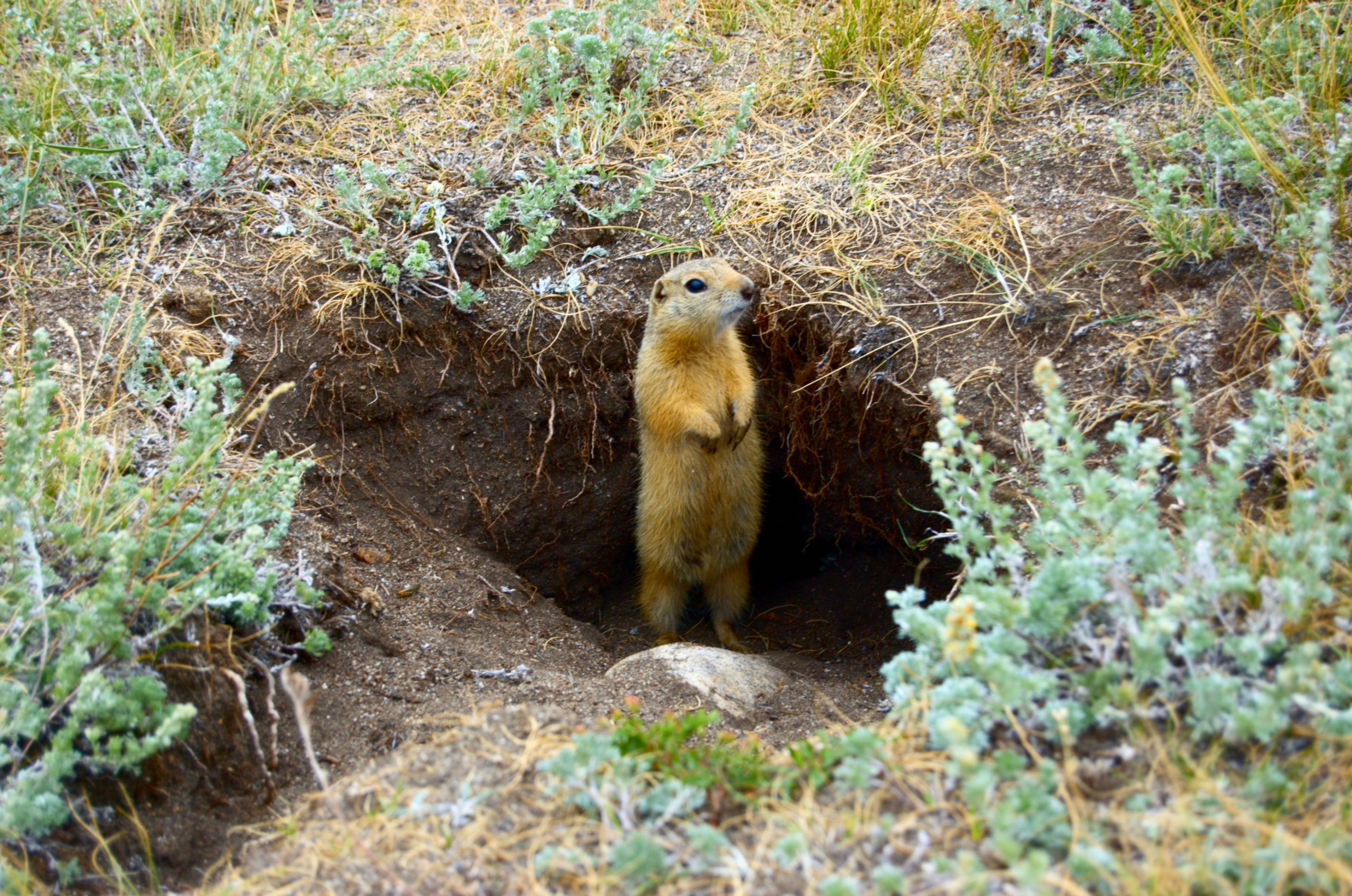
Esquirol terrestre a l'illa d'Olkhon
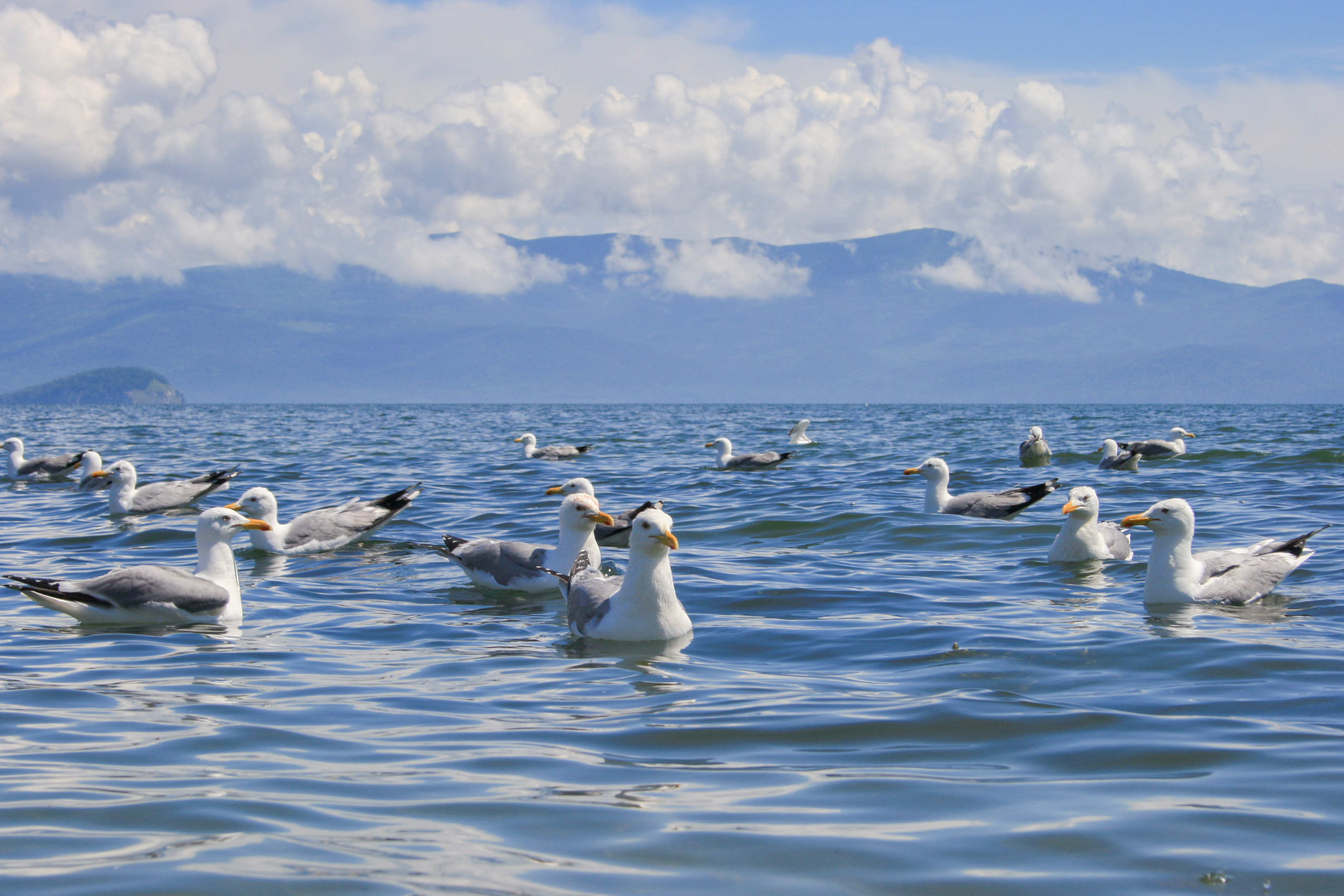
Gavines de la Vega al llac Baikal
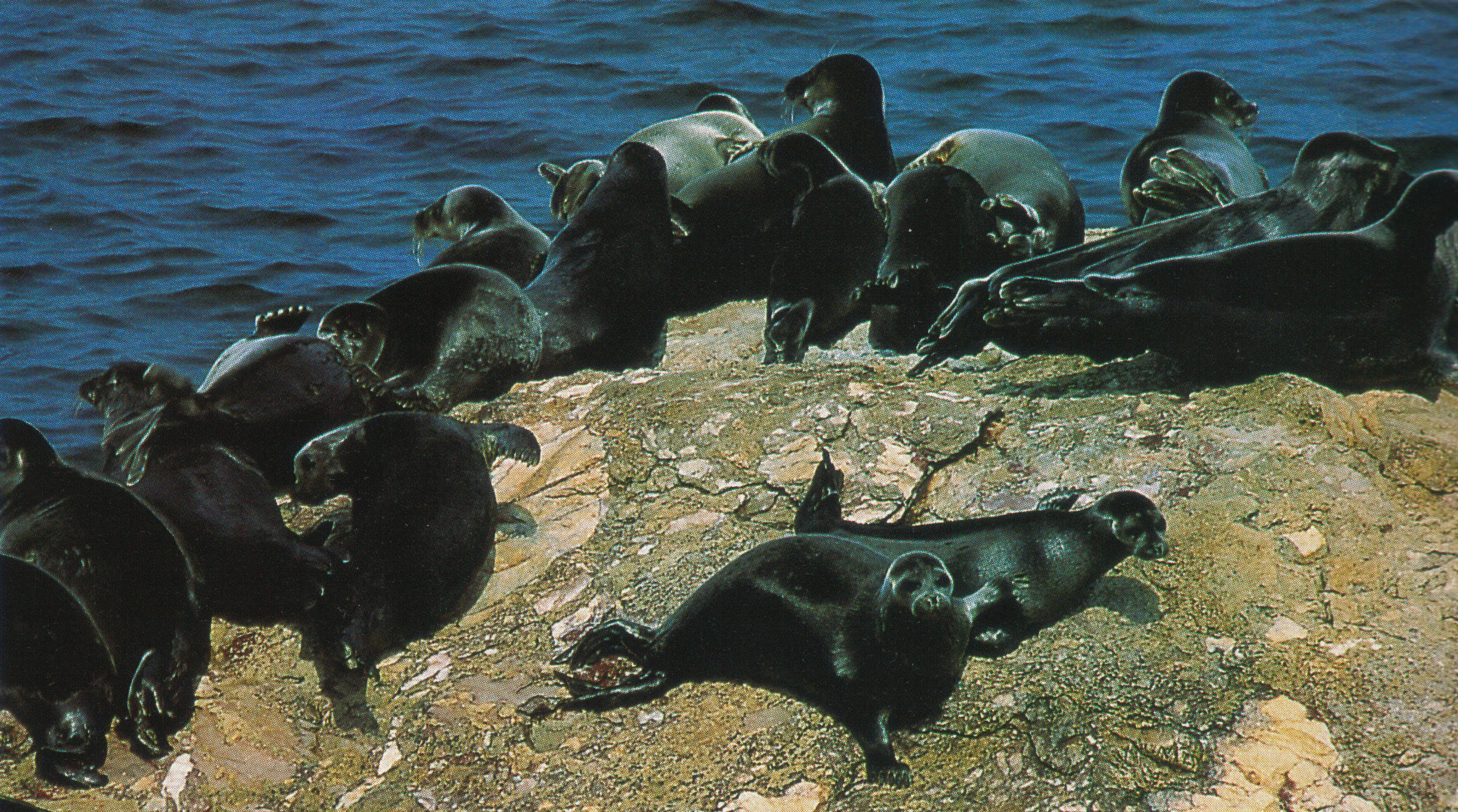
Foca del Baikal, endèmica del llac Baikal

## Història
El territori del parc ha estat habitat des de l'antiguitat. La concentració d'indrets arqueològics es troba al llarg de la riba del llac. Actualment hi ha 1.500 buriats, un poble indígena natiu de la zona, que viuen a l'illa d'Olkhon. El Parc Nacional de Pribiakalski i la Reserva Natural de Baikal-Lenski («Zapovednik») van ser creats el 1986 i van ser posats sota la direcció comuna de l'«FGBU Zapovednoe Baikal». Igual que en molts altres parcs nacionals russos, hi ha alguns petits assentaments dins el parc, com Bòlxia Koti, situat a la riba del llac.

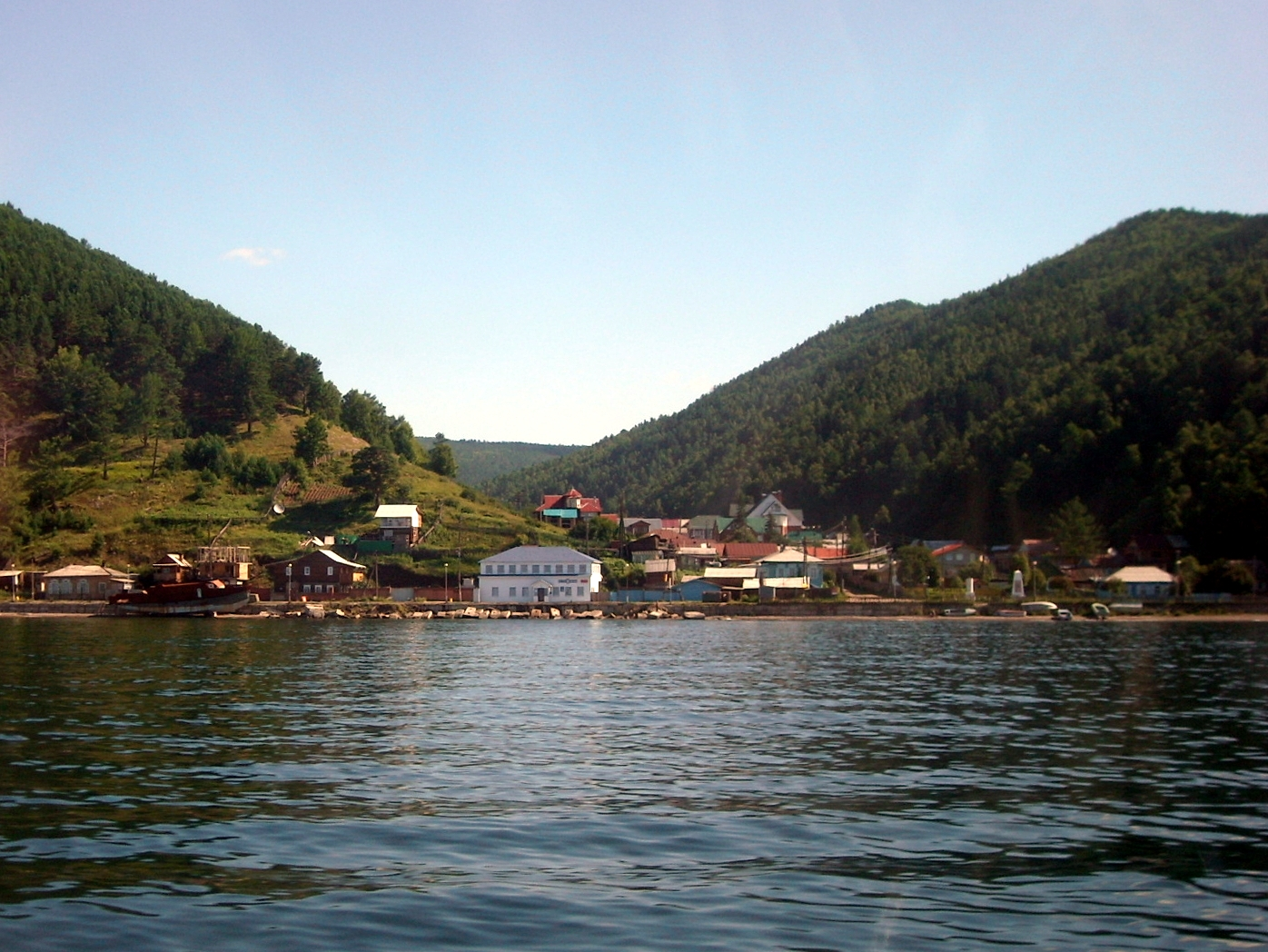
Listvianka, un assentament situat al naixement del riu Angarà
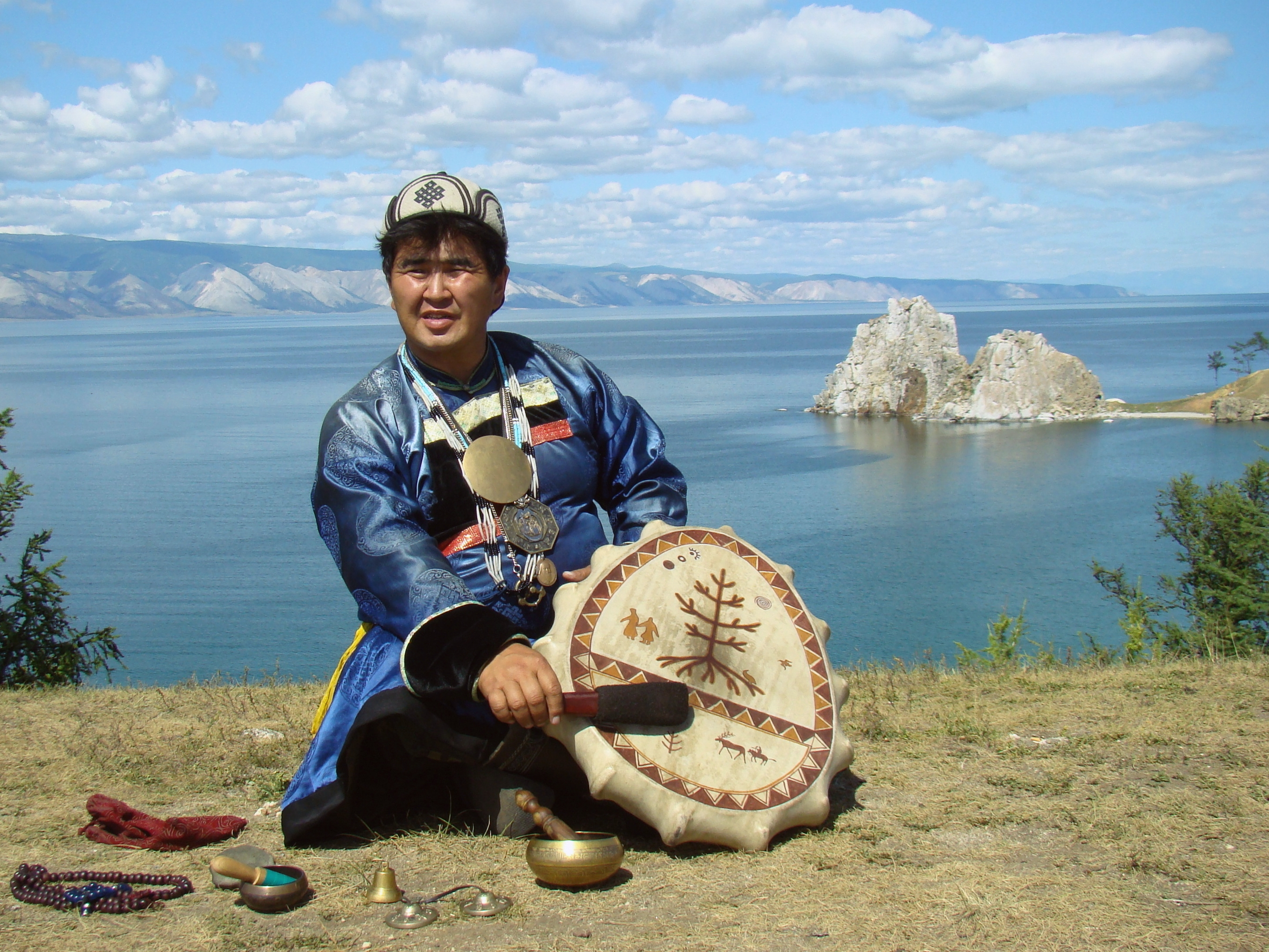
Un xamat buriat a l'illa d'Olkhon
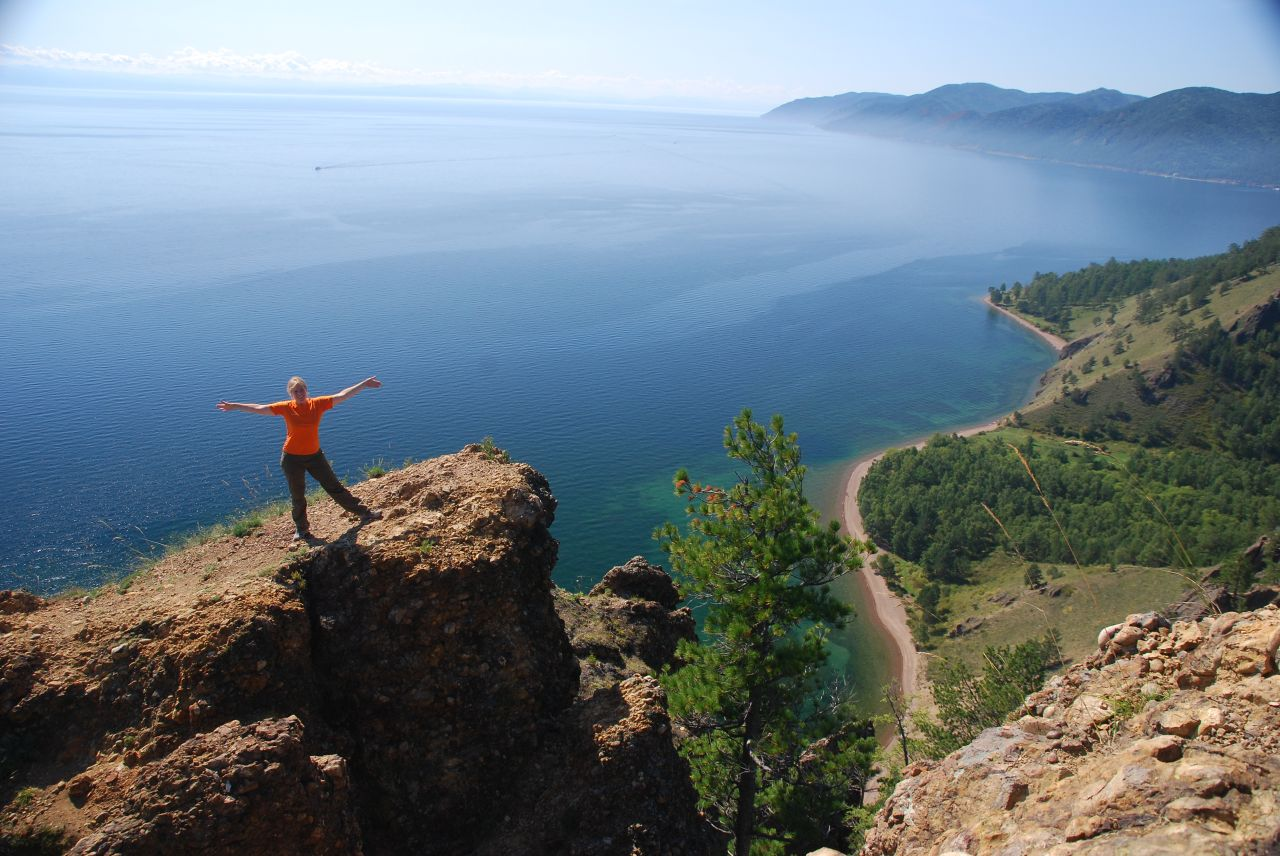
Mirador del sender, llac Baikal

## Turisme
Pribaikalski rep la majoria dels turistes, tant estrangers com nacionals, a causa del llac Baikal (més de 400,000 persones per any). La necessitat d'equilibrar la càrrega recreativa amb la conservació de la natura consisteix en gran part de la missió de parc. El parc està obert tot l'any. Hi ha autobusos i transbordadors disponibles cap al parc des d'Irkutsk a Listvianka, i hi ha un ferri cap a l'illa d'Olkhon. Hi ha quatre assentaments al parc amb hotels, i hi ha un museu prop de Listvianka. El «Gran Sender del Baikal» transcorre al llarg de la costa oest del llac a través de Pribaikalski; durant l'hivern, el circuit de senders està obert per a patins, esquís i motos de neu perquè els turistes puguin veure les formacions de gel.